# Kleinmürbisch
Kleinmürbisch (ungarisch Felsőmedves, Kismedves; kroatisch Mali Medveš) ist eine Gemeinde mit 227 Einwohnern (Stand 1. Jänner 2024) im Bezirk Güssing im Burgenland in Österreich.

## Geografie
Die Gemeinde liegt im Südburgenland. Kleinmürbisch ist die einzige Ortschaft in der Gemeinde. Weitere Orte sind Glockenberg, Graben, Oberberg und Unterberg.

### Nachbargemeinden
|          | Güssing                                     |              |
|          | Kompassrose, die auf Nachbargemeinden zeigt |              |
| Inzenhof |                                             | Großmürbisch |

## Geschichte
Der Ort gehörte wie das gesamte Burgenland bis 1920/21 zu Ungarn (Deutsch-Westungarn). Seit 1898 musste aufgrund der Magyarisierungspolitik der Regierung in Budapest der ungarische Ortsname Felsömedves verwendet werden.
Nach Ende des Ersten Weltkriegs wurde nach zähen Verhandlungen Deutsch-Westungarn in den Verträgen von St. Germain und Trianon 1919 Österreich zugesprochen. Der Ort gehört seit 1921 zum neu gegründeten Bundesland Burgenland (siehe auch Geschichte des Burgenlandes).
Kleinmürbisch war bis 31. Dezember 1970 eine selbständige Gemeinde. Im Zuge des Gemeindestrukturverbesserungsgesetzes vom 1. September 1970 wurde per 1. Jänner 1971 Kleinmürbisch mit den vordem ebenfalls eigenständigen Gemeinden Glasing, Großmürbisch, Inzenhof, Neustift bei Güssing und Tschanigraben zur neuen Großgemeinde Neustift bei Güssing vereinigt. Nach einer Entscheidung des Verfassungsgerichtshofs erhielt Kleinmürbisch per 1. Juni 1991 wieder die Selbständigkeit. Bis 1997 fand die Verwaltung von Kleinmürbisch im Gemeindeverband in Güssing statt.

## Kultur und Sehenswürdigkeiten
- Römisch-Katholische Filialkirche hl. Johannes der Täufer, erbaut 1950[4]

## Politik

### Gemeinderat

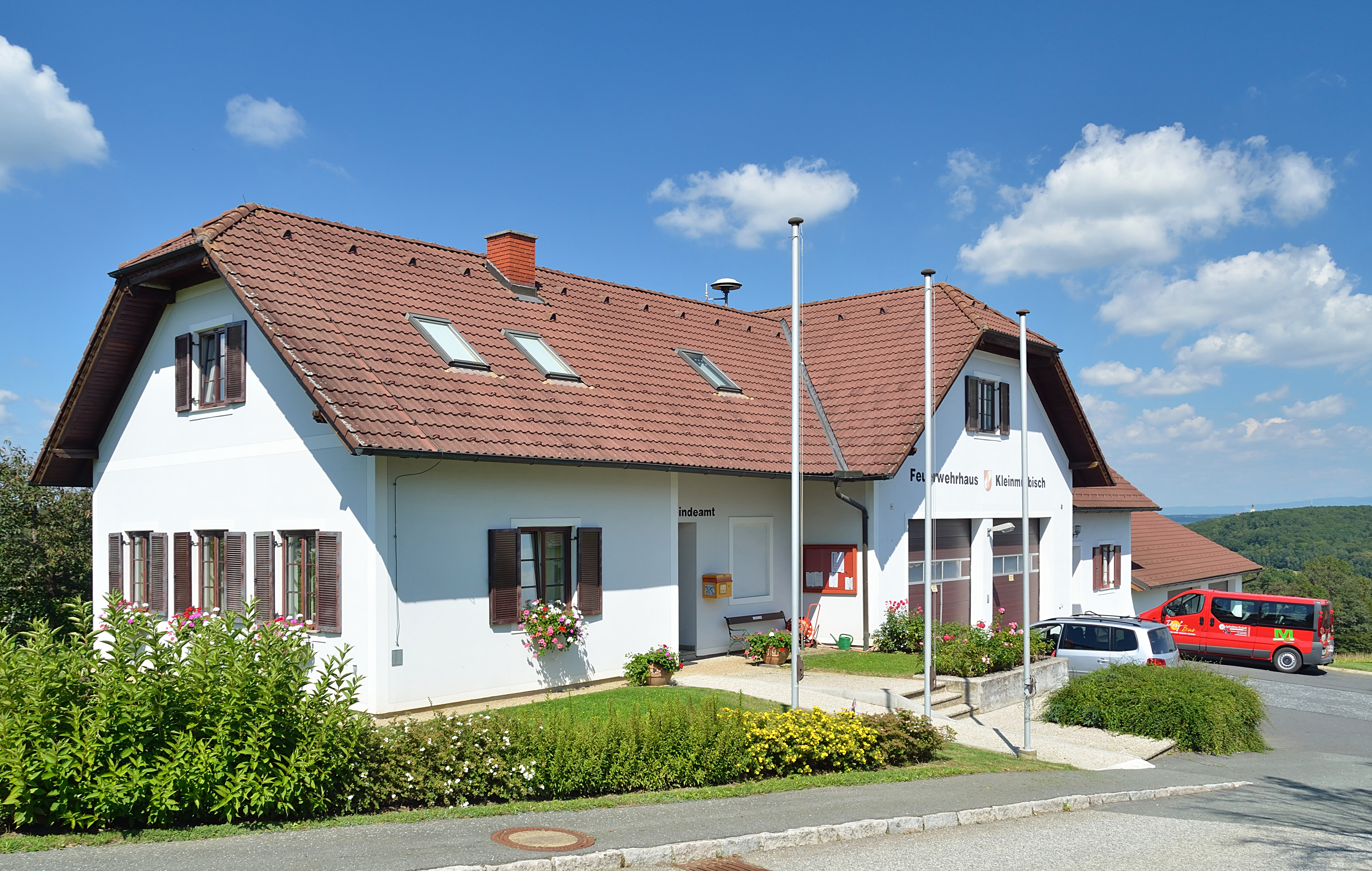
Gemeindeamt und Feuerwehrhaus

Der Gemeinderat umfasst aufgrund der Anzahl der Wahlberechtigten insgesamt 9 Mitglieder.
| Partei          | 2022             | 2022             | 2022             | 2017             | 2017             | 2017             | 2012             | 2012             | 2012             | 2007             | 2007             | 2007             | 2002             | 2002             | 2002             | 1997             | 1997             | 1997             |
| Partei          | Sti.             | %                | M.               | Sti.             | %                | M.               | Sti.             | %                | M.               | Sti.             | %                | M.               | Sti.             | %                | M.               | Sti.             | %                | M.               |
| --------------- | ---------------- | ---------------- | ---------------- | ---------------- | ---------------- | ---------------- | ---------------- | ---------------- | ---------------- | ---------------- | ---------------- | ---------------- | ---------------- | ---------------- | ---------------- | ---------------- | ---------------- | ---------------- |
| LWKLM 2)        | 128              | 51,20            | 6                | nicht kandidiert | nicht kandidiert | nicht kandidiert | nicht kandidiert | nicht kandidiert | nicht kandidiert | nicht kandidiert | nicht kandidiert | nicht kandidiert | nicht kandidiert | nicht kandidiert | nicht kandidiert | nicht kandidiert | nicht kandidiert | nicht kandidiert |
| SPÖ             | 102              | 40,80            | 5                | 106              | 46,70            | 4                | 129              | 58,11            | 5                | 124              | 54,63            | 5                | 83               | 39,90            | 5                | 60               | 29,56            | 3                |
| LHU 3)          | 20               | 8,00             | 0                | nicht kandidiert | nicht kandidiert | nicht kandidiert | nicht kandidiert | nicht kandidiert | nicht kandidiert | nicht kandidiert | nicht kandidiert | nicht kandidiert | nicht kandidiert | nicht kandidiert | nicht kandidiert | nicht kandidiert | nicht kandidiert | nicht kandidiert |
| LK-ÖVP 1)       | nicht kandidiert | nicht kandidiert | nicht kandidiert | 92               | 40,53            | 4                | nicht kandidiert | nicht kandidiert | nicht kandidiert | nicht kandidiert | nicht kandidiert | nicht kandidiert | nicht kandidiert | nicht kandidiert | nicht kandidiert | nicht kandidiert | nicht kandidiert | nicht kandidiert |
| FPÖ             | nicht kandidiert | nicht kandidiert | nicht kandidiert | 29               | 12,78            | 1                | nicht kandidiert | nicht kandidiert | nicht kandidiert | 8                | 3,52             | 0                | 28               | 13,46            | 1                | 28               | 13,79            | 1                |
| ÖVP             | nicht kandidiert | nicht kandidiert | nicht kandidiert | nicht kandidiert | nicht kandidiert | nicht kandidiert | 93               | 41,89            | 4                | 95               | 41,85            | 4                | 97               | 46,63            | 5                | 115              | 56,65            | 5                |
| Wahlberechtigte | 268              | 268              | 268              | 248              | 248              | 248              | 248              | 248              | 248              | 247              | 247              | 247              | 257              | 257              | 257              | 220              | 220              | 220              |
| Wahlbeteiligung | 95,90 %          | 95,90 %          | 95,90 %          | 94,76 %          | 94,76 %          | 94,76 %          | 93,55 %          | 93,55 %          | 93,55 %          | 93,12 %          | 93,12 %          | 93,12 %          | 87,94 %          | 87,94 %          | 87,94 %          | 93,64 %          | 93,64 %          | 93,64 %          |

### Bürgermeister
Nachdem die Gemeinde mit 1. Juni 1991 wieder ihre Selbständigkeit erhielt, wurde Ferdinand Semler (ÖVP) zum Bürgermeister gewählt. Bei der Bürgermeisterdirektwahl 2002 unterlag er Martin Frühwirth, der 51,75 % erreichte, obwohl die ÖVP die Mehrheit im Gemeinderat behielt. Bei den folgen Wahlen 2007 konnte er seine Zustimmung auf 55,11 % und 2012 auf 63,76 % weiter ausbauen. Bei der Wahl am 1. Oktober 2017 erreichte Frühwirth im ersten Wahlgang 46,26 % gegen Wolfgang Wolf (Liste Kleinmürbisch & Andere – Volkspartei, 44,93 %) und Edmund Hamerl (FPÖ, 8,81 %). In der Sichtwahl setzte sich Frühwirth mit 51,26 % gegen Wolf durch.
Bei der Wahl 2022 wurde Wolfgang Wolf zum Bürgermeister gewählt.
In der konstituierenden Sitzung des Gemeinderats wurde Ewald Schaberl (ÖVP) zum Vizebürgermeister gewählt.
Leiter des Gemeindeamts ist Willibald Klucsarits.

## Persönlichkeiten

### Ehrenbürger
- 2018: Franz Dragosits (* 1938), ehem. Vizebürgermeister von Kleinmürbisch[14]